# Eupogonius fulvovestitus
Eupogonius fulvovestitus är en skalbaggsart som beskrevs av Schaeffer 1905. Eupogonius fulvovestitus ingår i släktet Eupogonius och familjen långhorningar. Inga underarter finns listade i Catalogue of Life.